# Абд аль-Малік I (султан Марокко)
Абд аль-Малік I (араб. عبد الملك, ʿAbd al-Malik, ? — 4 серпня 1578) — султан Марокко (1576—1578). Представник арабської Саадійської династії. Син марокканського султана Мухаммада аш-Шейха. Молодший брат султана Абдаллаха аль-Галіба; старший брат султана Ахмада аль-Мансура. Після вбивства батька турецькими агентами (1557) й узурпації трону братом був змушений втекти разом із родичами до Османської імперії. Тривалий час жив у османському Алжирі (1557—1575). Неодноразово бував у Стамбулі (1571, 1574). Брав участь у битві при Лепанто на турецькому боці (1571). Після битви потрапив до іспанського полону, але утік з нього до Османів (1573). Відзначився у турецькому завоюванні Тунісу (1574). За військової підтримки османського султана Мурада III захопив марокканський престол (1576): скинув свого небожа, марокканського правителя Мухаммада ІІ; встановив столицю у Фесі. Уклав із англійцями і французами договори, скеровані проти кастильського короля Філіпа ІІ (1577). Під час вторгнення сил португальсько-марокканського союзу під проводом короля Себаштіана й екс-султана Мухаммеда ІІ, звернувся за поміччю до Османів (1578). Помер від хвороби у день вирішальної битви при Алкасер-Кібірі, в якій його сили здобули перемогу. Трон покійного успадкував Ахмад аль-Мансур. Також — Абдельмалек І.

## Імена
- Абд аль-Малік І (араб. عبد الملك, ʿAbd al-Malik) — коротке ім'я.
- Абдельмалек І, або Абдул-Малек І — похідне від попереднього.
- Абу Марван Абд аль-Малік (араб. أبو مروان عبد الملك, Abū Marwān ʿAbd al-Malik) — повне ім'я.
- Абу Марван Абд аль-Малік аль Газі (араб. أبو مروان عبد الملك الغازي, Abū Marwān ʿAbd al-Malik al-Ġāzī) — повне ім'я.

## Сім'я
- Батько: Мухаммад аш-Шейх (1490/1491—1557), султан Марокко (1549—1557).
- Брати: 
  - Абдаллах аль-Галіб (1517—1574), султан Марокко (1557—1574).
  - Ахмад аль-Мансур (1549—1603), султан Марокко (1578—1603).

## У культурі

### Кіно
- 1990: Битва трьох королів